# Teglkås
Teglkås er et lille fiskerleje på Bornholms nordvestkyst, cirka fire kilometer nord for Hasle  Fiskerlejet omfatter fiskerhuse, tidligere røgerier og en lille havn. Teglkås ligger op til en stejl skråning af gnejs.
Omkring 1 km syd for Teglkås findes Helligpeder og 1½ mod nord findes Jons Kapel.

## Historie
Omkring 1700 var den lille landsby kendt som Tegl Kaas og i midten af 1800-tallet som Kaas Fiskerleie.

## Fiskeri
I 1930'erne var der omkring 20 fiskere. De fiskede hovedsageligt sild og torsk. De to røgerier fra omkring år 1900 blev brugt til 1960'erne. Herefter blev fangsten røget i Hasle.
Havnen består af et ydre og indre havn. Den indre har faste bådpladser. Den blev bygget i 1850 og flere gange udvidet til 1895, hvor den ydre mole blev bygget. Den seneste renovation fandt sted i 1996.

## Galleri
- fiskekuttere i Teglkås havn, 1978
- Røgeri